# Square de Rocamadour
Le square de Rocamadour est une voie du 16e arrondissement de Paris, en France.

## Situation et accès
Le square de Rocamadour est une voie située dans le 16e arrondissement de Paris. Il débute au 92, boulevard Suchet et se termine au 1, avenue du Maréchal-Lyautey.

## Origine du nom
Il porte le nom de la ville du département du Lot, Rocamadour, l'un des plus anciens lieux de pèlerinage de France.

## Historique
Ce square est ouvert et prend sa dénomination actuelle en 1932 sur l'emplacement du bastion no 62 de l'enceinte de Thiers.

## Bâtiments remarquables et lieux de mémoire
Le square Tolstoï et le bois de Boulogne sont situés à proximité de la voie.